# Will Young
William Robert Young, más conocido como Will Young (20 de enero de 1979), es un cantante y actor británico. Es famoso por haber concursado en el programa de concurso de talento Pop Idol en 2002, convirtiéndose en el ganador de la primera temporada del show.

## Biografía
Will Young nació el 20 de enero de 1979 en Wokingham, Berkshire (Inglaterra). Hijo de Annabel, quien vivía con su padre Robin, un hombre de negocios; tiene un hermano gemelo llamado Rupert Maxwell Young y una hermana mayor, Emma Young. Tuvo una infancia agradable y frecuentemente habla sobre los felices recuerdos que tiene de esa época.
Su educación ocurrió en tres escuelas independientes, a los 13 años asistió al colegio Horris Hill School cerca del pueblo de Newton en Berkshire, también al Wellington College en Crothorne y por último al D'Overbroeck's College en Oxford.

## Carrera musical

### Pop Idoly la gira (2001-2002)
Mientras era adolescente, Young estudió Política en la University of Exeter antes de mudarse a Londres, donde realizó sus estudios en teatro musical en la Arts Educational School en septiembre de 2001. Aunque sus estudios duraban tres años, Young los puso en espera para convertirse en participante en Pop Idol.
En febrero de 2002, Young se volvió famoso tras haber ganado en el programa Pop Idol, transmitido por ITV. Contrario a lo que la prensa decía de él, logró vencer al favorito Gareth Gates en la final del programa, ganando la mayoría de votos por parte de la audiencia en seis de nueve rondas. Los resultados se publicaron en el libro Pop Idol, publicado poco después de haber finalizado el show. 
También en 2002, Will Young y el resto de los concursantes del programa se fueron a una gira nacional; el concierto final en Wembley fue en apoyo a la asociación The Prince's Trust, del cual Young es embajador, al igual que Gareth Gates y Darius Danesh. En junio de ese mismo año, Young se presentó en el Queen's Jubilee Concert en las afueras del Palacio de Buckingham, cantando "We Are the Champions" junto Brian May, miembro de la banda Queen y Roger Taylor. En julio, Young cantó en dos conciertos con el renombrado autor de canciones Burt Bacharach en el HMV Hammersmith Apollo y en el evento Liverpool Summerpops. En agosto se presentó en la ceremonia de clausura de los Commonwealth Games, cantando "I Get The Sweetest Feeling". Fue elogiado por el presentador Grandmaster Flash, quién dijo que no era fácil competir en un concurso de talento. 
En noviembre de 2003, Young interpretó "A Nightingale Sang in Berkeley Square" acompañado por The Squadronaires en el Royal British Legion Festival of Remembrance en el Royal Albert Hall en Londres.

### From Now On(2002-2005)
En octubre de 2002, Young lanzó su álbum debut From Now On, el cual incluía los sencillos: "Evergreen", nominado en la categoría Best Single en los BRIT Awards y "Anything Is Possible" el cual ganó el premio Ivor Novello en 2003.
Se produjeron tres sencillos: "Light My Fire", "The Long And Winding Road" (a dueto con Gareth Gates) y "Don't Let Me Down/You And I". Young fue nominado y ganó en los BRIT Awards en febrero de 2003 en la categoría Best Breakthrough Artist.

### Friday's ChildandKeep On(2003-2006)

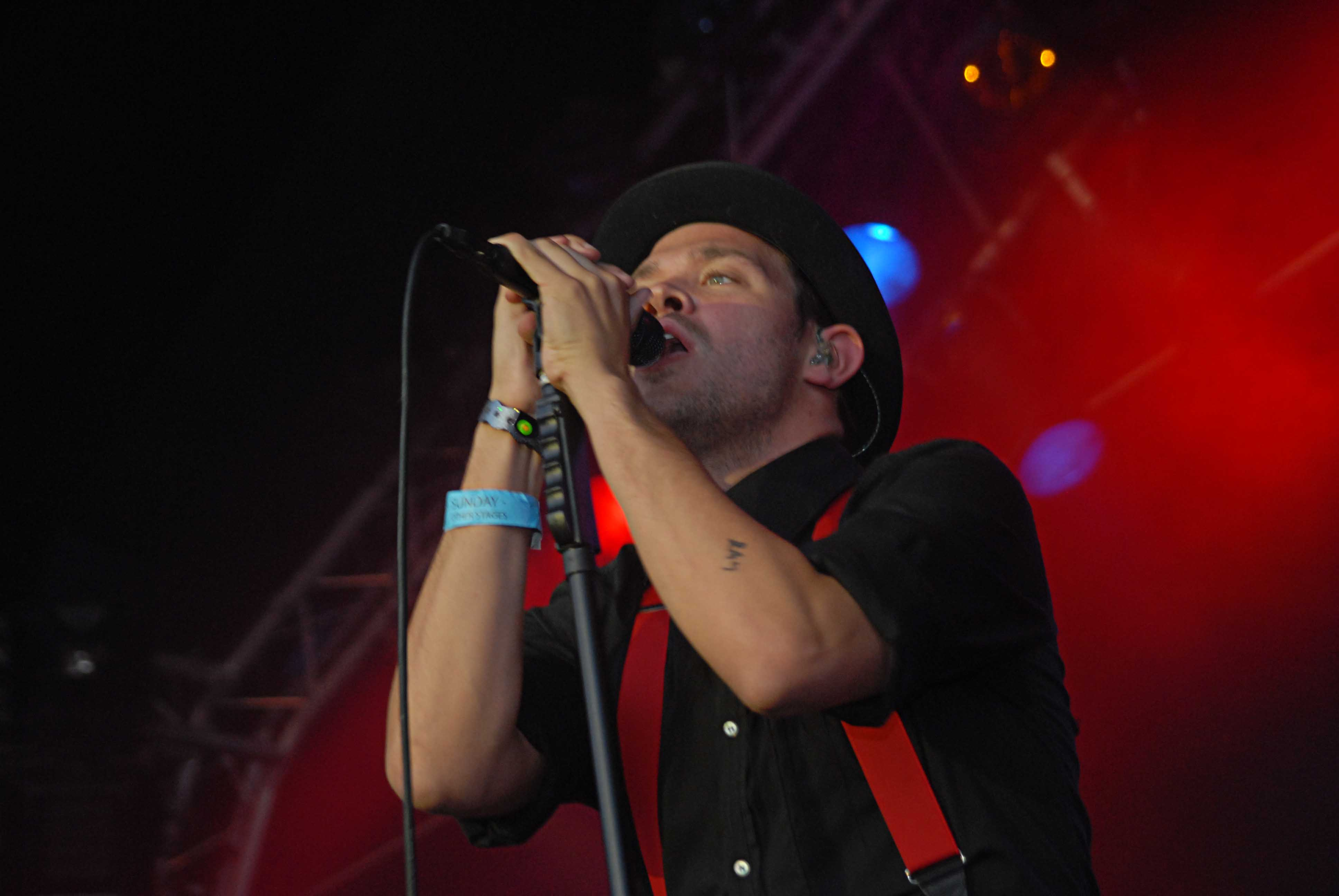
Will Young en el Guilfest en 2009.

El segundo álbum de Young, Friday's Child, se lanzó en diciembre de 2003. Incluía los sencillos "Leave Right Now" (nominado como Premio a la mejor canción de los últimos 25 años en los BRIT Awards en 2005), "Your Game" (canción con la cual Young ganó en la categoría Mejor Sencillo Británico en los Brit Awards en 2005) y "Fridays's Child". En noviembre de 2005 se lanzó Keep On, el tercer álbum, este incluía "All Time Love" (nominado en la categoría Mejor Sencillo Británico en los Brit Awards en 2007), "Switch It On" y "Who Am I".
En mayo de 2006, cantó en el 30 aniversario del The Prince's Trust, el cual tuvo lugar en la Torre de Londres. Del 12 de septiembre hasta el 2 de octubre, Young se estuvo presentando con su gira Keep On Live, cantando temas del álbum homónimo y algunas letras de álbumes anteriores. En octubre de 2006 cantó junto al músico y productor Nitin Sawhney en la serie de conciertos de BBC Electric Proms.
En julio de 2007, se presentó como invitado especial en el Concert for Diana interpretando el tema "Switch It On" en el estadio Wimbley. En septiembre se presentó en el Proms in the Park que tuvo lugar en el Hyde Park en Londres.

### Let It GoyThe Hits(2008–2010)
El 29 de septiembre de 2008, se lanzó el cuarto álbum: Let It Go, alcanzando el 2° lugar en la lista de los álbumes. El primer sencillo "Changes" se lanzó el 15 de septiembre y alcanzó el lugar 10° en la UK Singles Chart; el segundo sencillo, "Grace", se lanzó el 1 de diciembre alcanzando el lugar 33° en la UK Singles Chart; el tercer sencillo "Let It Go" fue lanzado el 2 de marzo de 2009, llegando al lugar 58° igualmente en la UK Singles Chart; por último, el cuarto sencillo titulado "Tell Me the Worst" fue lanzado el 5 de julio solo en el Reino Unido. Este último sencillo cuenta con una versión remix de Fred Falke.
En abril de 2008, Young se presentó en el Ronnie Scott's Jazz Club con la Vanguard Big Band. También durante el 2008, se presentó en diversos festivales incluyendo el Festival de Glastonbury en Inglaterra, el T in the Park en Escocia y el Bestival en la Isla de Wight.

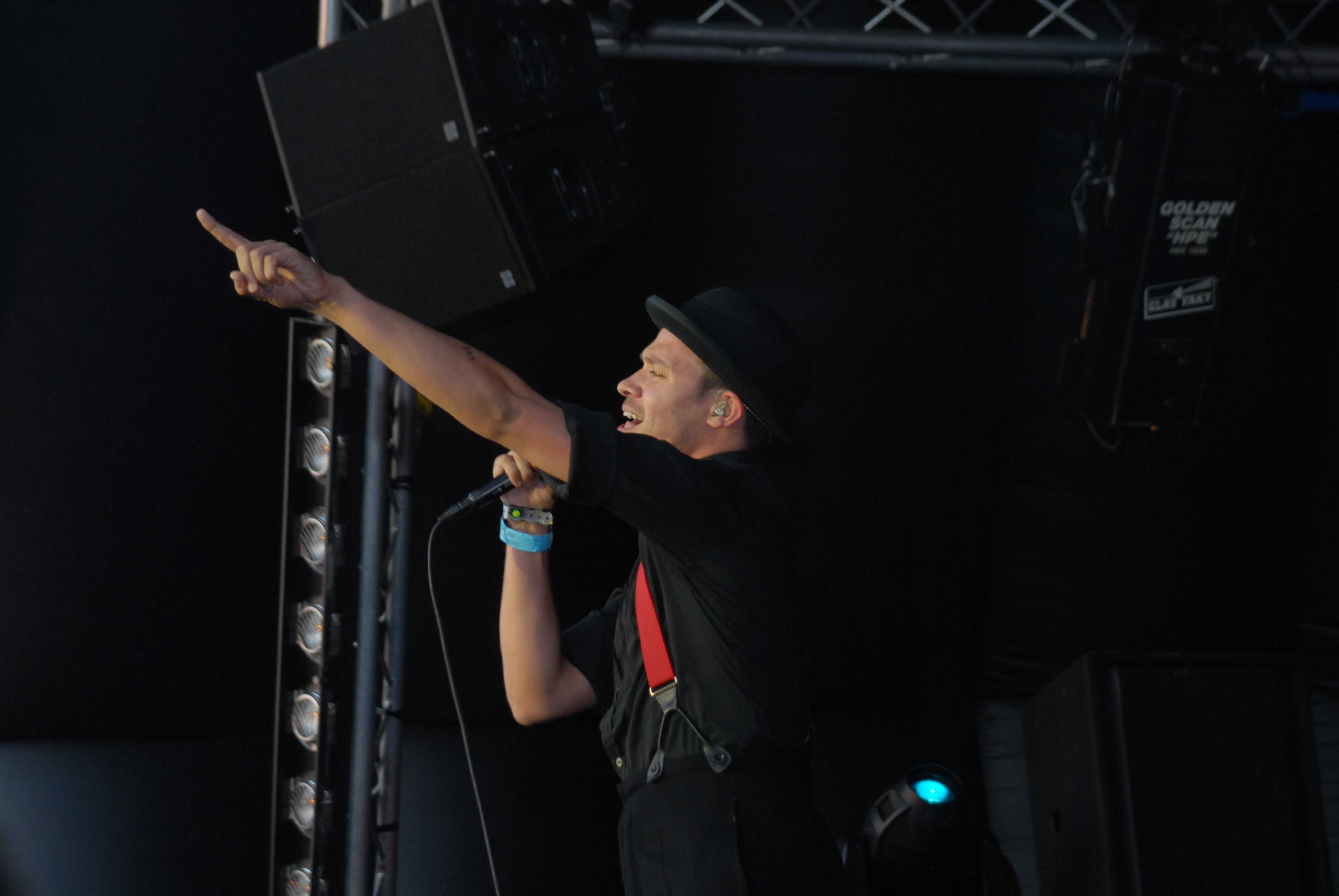
Will Young en el Guilfest en 2009.

El 24 de agosto, se presentó en el Olympic Party en The Mall, Londres, donde interpretó el sencillo "Changes" además de la versión "I Can See Clearly Now" de Johnny Nash. En una entrevista para Digital Spy, Young reveló que estaba trabajando en un álbum dance-pop, el cual comentó que sería lanzado probablemente a finales del 2009, también confirmó que estaría trabajando con Groove Armada y Gregg Alexander (compositor y productor quien ha trabajado con artistas como Sophie Ellis-Bextor y Geri Halliwell). Young realizó un tour con dos fechas y todas las localidades agotadas, comenzando el 16 de noviembre hasta el 13 de diciembre de 2008 en el Roundhouse en Londres.
El 1 de noviembre de 2008, Young apareció en el programa Factor X como cantante invitado y fue mentor de los participantes que contendían hasta ese momento. El 31 de diciembre fue invitado a participar en el show Elton John's Live New Year en el O2 Arena cantando "Daniel" junto a Elton John.
The Hits, fue lanzado el 16 de noviembre de 2009, incluyendo dos nuevas canciones, uno fue el sencillo Hopes & Fears. El álbum fue un éxito en las listas de popularidad, siendo certificado como "Platino" por la British Phonographic Industry. En el 2010, Young colaboró en la canción "History" del álbum Black Light de Groove Armada.
En 2010, la canción de 2003 "Leave Right Now", fue la "canción de despedida" en la temporada 9 de American Idol. También se presentó en vivo en el programa el 25 de mayo.
El primer concierto de Young en los Estados Unidos fue el 26 de mayo de 2010 en el club nocturno Ultra Suede en Hollywood, Los Ángeles. Apareció en la portada de la revista estadounidense Instinct en su número de mayo.

### Echoes(2011-presente)
En 2011, Young publicó en Twitter clips de canciones de su nuevo álbum Echoes, el cual fue lanzado el 22 de agosto, entrando en la lista de popularidad de álbumes en la primera posición, logrando con esto otro álbum en primer lugar desde Friday's Child en 2003. El primer sencillo es la canción "Jealousy".

### Discografía
| Año  | Título         | Discográfica                                        |
| ---- | -------------- | --------------------------------------------------- |
| 2015 | 85% Proof      |                                                     |
| 2011 | Echoes         | RCA, Sony Music                                     |
| 2008 | Let It Go      | 19 Entertainment, RCA, Sony BMG Music Entertainment |
| 2005 | Keep On        | 19 Entertainment, Sony BMG Music Entertainment      |
| 2003 | Friday's Child | RCA                                                 |
| 2002 | From Now On    | 19 Entertainment, RCA, BMG UK & Ireland             |

## Actuación
El debut de Young en la actuación ocurrió cuando aceptó actuar en la película Mrs Henderson Presents, protagonizada por Dame Judi Dench y Bob Hoskins; se estrenó en el Reino Unido en noviembre de 2005 con muy buenas críticas hacia la interpretación de Young.
La primera actuación teatral fue en The Vortex de Noël Coward, contando con la producción del Royal Exchange Theatre; la obra se presentó de enero a marzo de 2007 con Young en el papel principal de "Nicky Lancaster". Su interpretación obtuvo críticas (incluyendo la de Nicholas de Jongh) muy positivas.
En octubre de 2007, Young grabó la narración del libro Danny, the Champion of the World, cuento infantil del célebre novelista Roald Dahl.
En 2011, protagonizó la serie británica transmitida por el canal Sky Living titulada Bedlam; es una serie conformada por seis capítulos y se comenzó a transmitir el 7 de febrero de 2011. Fue distribuida por la BBC Worldwide.

### Filmografía
| Año  | Título                                       | Personaje       | Notas                                             |
| ---- | -------------------------------------------- | --------------- | ------------------------------------------------- |
| 2011 | Bedlam                                       | Ryan McAllister | Serie de televisión                               |
| 2010 | Marple: The Mirror Crack'd from Side to Side | Casey Croft     | Película                                          |
| 2010 | Skins                                        | T Love          | Serie de televisión / ep. Freddie (4.ª temporada) |
| 2005 | Mrs Henderson Presents                       | Bertie          | Película                                          |

## Premios y nominaciones
| National Board of Review |                            |                        |           |
| Año                      | Categoría                  | Título                 | Resultado |
| 2005                     | Best Acting by an Ensemble | Mrs Henderson Presents | Ganador   |

| DVD Exclusive Awards |                                            |                |           |
| Año                  | Categoría                                  | Título         | Resultado |
| 2003                 | Best Original Song in a DVD Premiere Movie | 101 dálmatas 2 | Nominado  |

## Vida privada
En marzo de 2002, Young declaró ser gay en una entrevista para el periódico News of the World, comentó lo siguiente: 

"It's totally no big deal, just part of who I am. For me it's normal
and nothing to be ashamed about. I'm gay and I'm comfortable with
that. I'm sure this will not come as a surprise to many people,
although I've always been discreet..."
"Es parte de quién soy, no es ningún problema, no tengo nada
de qué avergonzarme, soy gay y me siento cómodo con eso. 
Estoy seguro que para muchos no será una sorpresa mi declaración,
aunque siempre he sido discreto sobre mi vida privada..."
Will Young